# Cyphonococcus alpinus
Cyphonococcus alpinus är en insektsart som först beskrevs av William Miles Maskell 1884.  Cyphonococcus alpinus ingår i släktet Cyphonococcus och familjen ullsköldlöss. Inga underarter finns listade i Catalogue of Life.